# Вільям (Цілком таємно)
Вільям (англ. William) — 16-й епізод дев'ятого сезону серіалу «Цілком таємно». Епізод належить до «міфології серіалу» та надає змогу глибше з нею ознайомитися. Прем'єра в мережі «Фокс» відбулася 28 квітня 2002 року.
У США серія отримала рейтинг Нільсена, рівний 5.8, це означає — в день виходу її подивилися 9.3 мільйона глядачів.

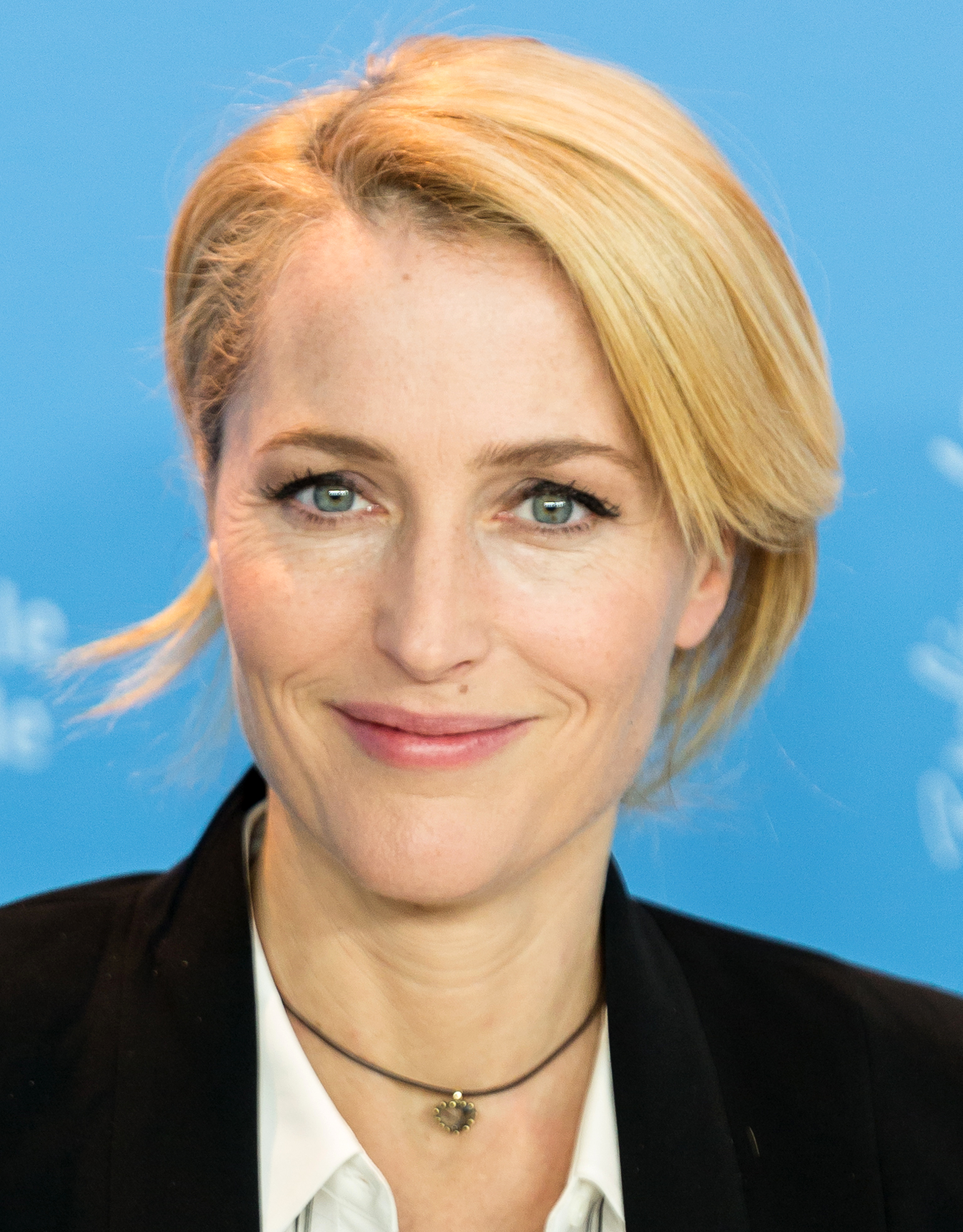

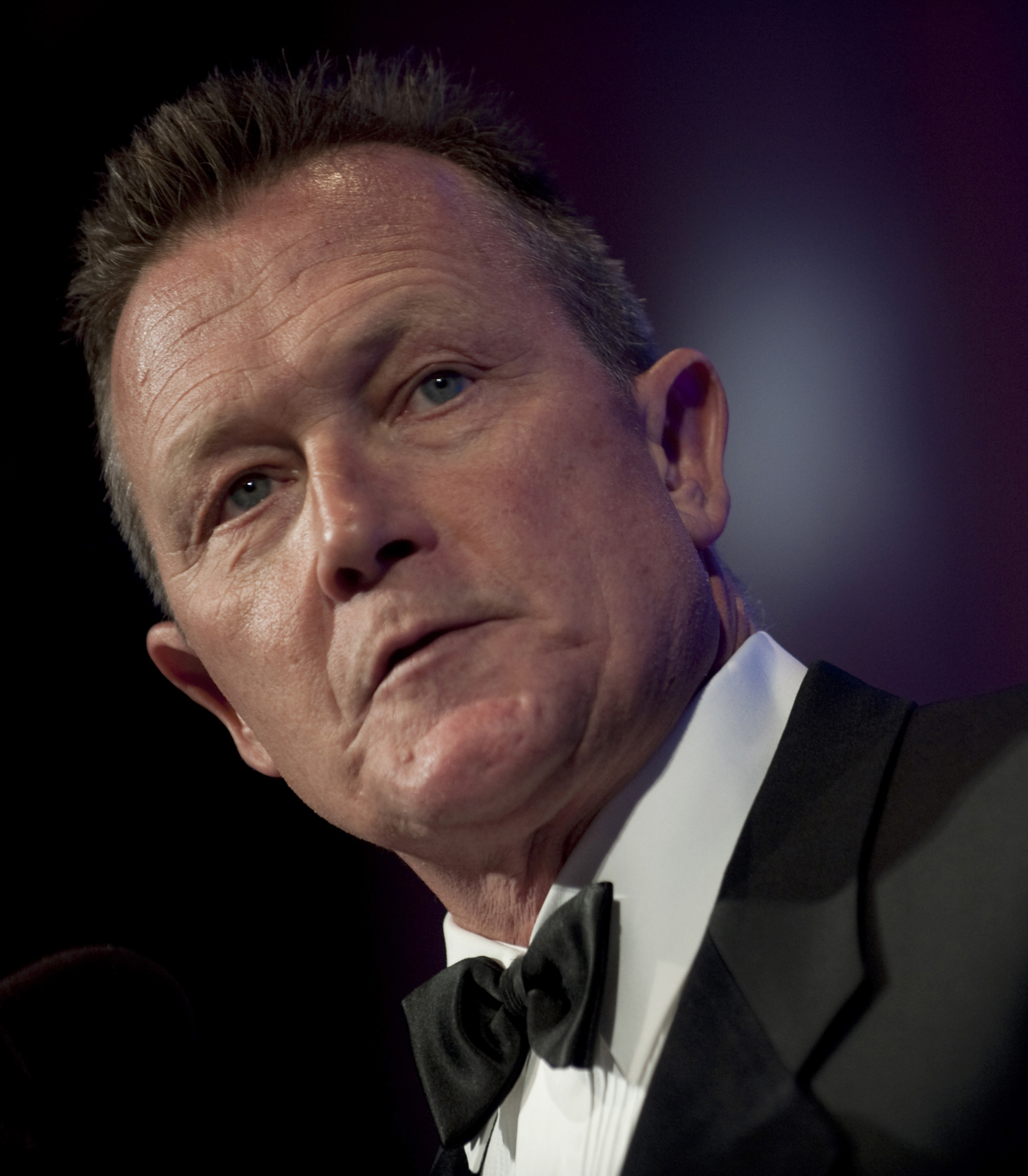

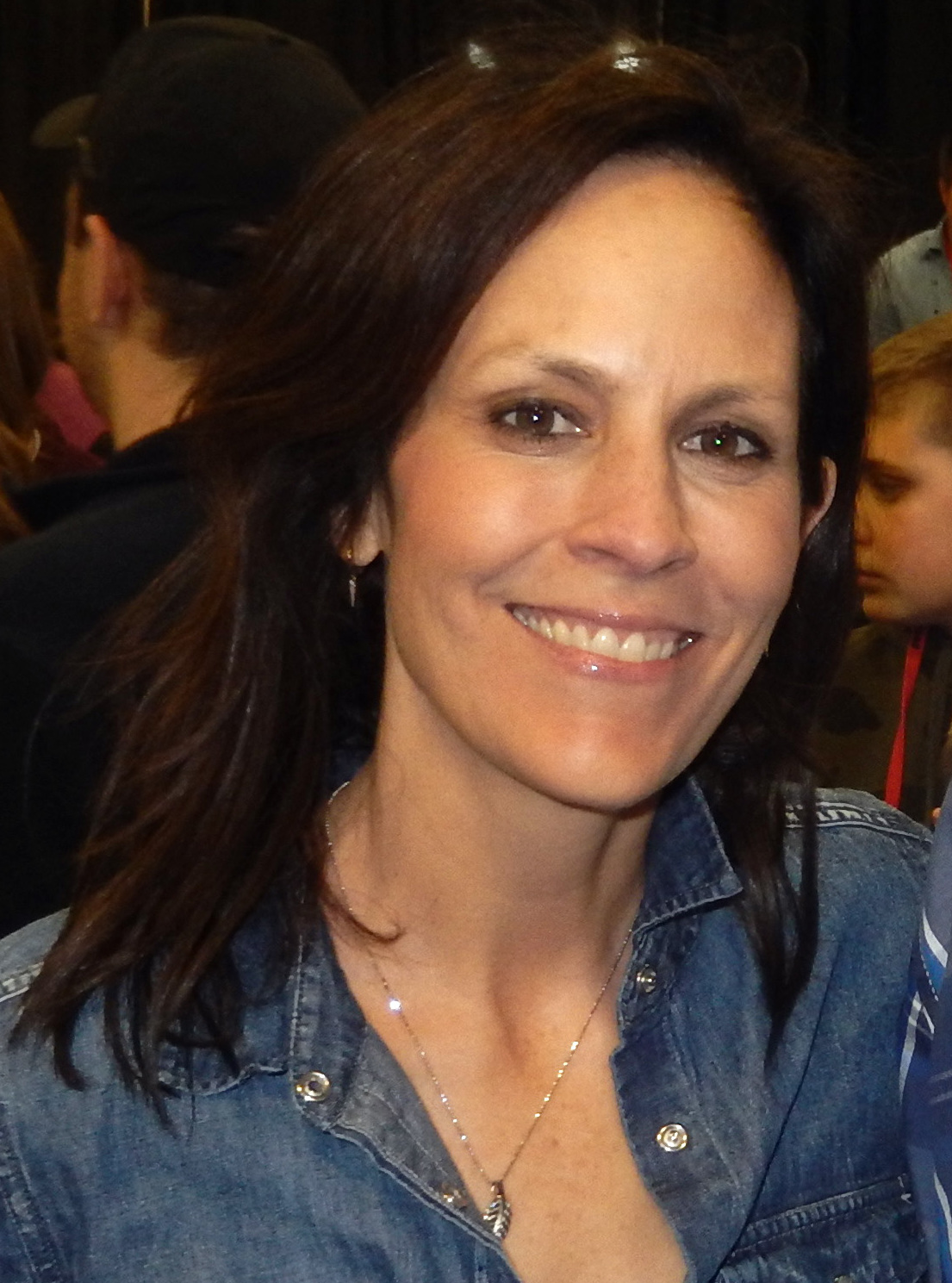

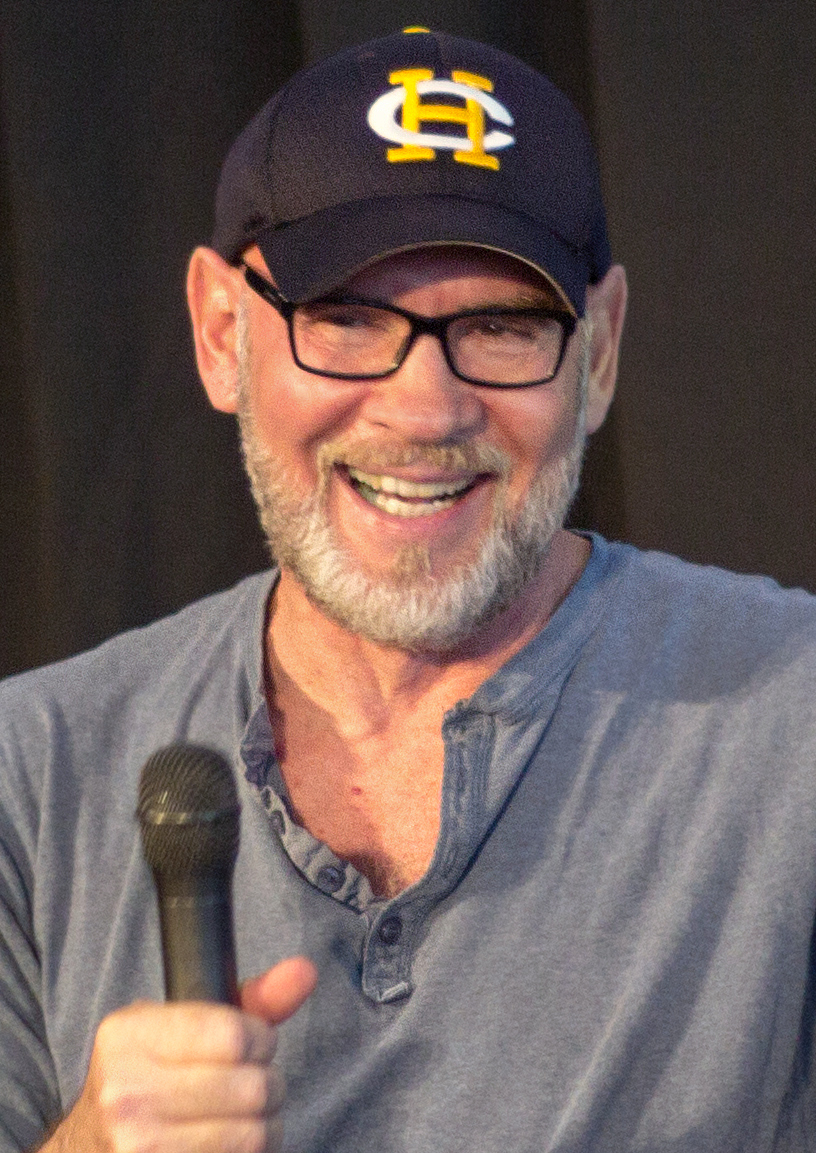

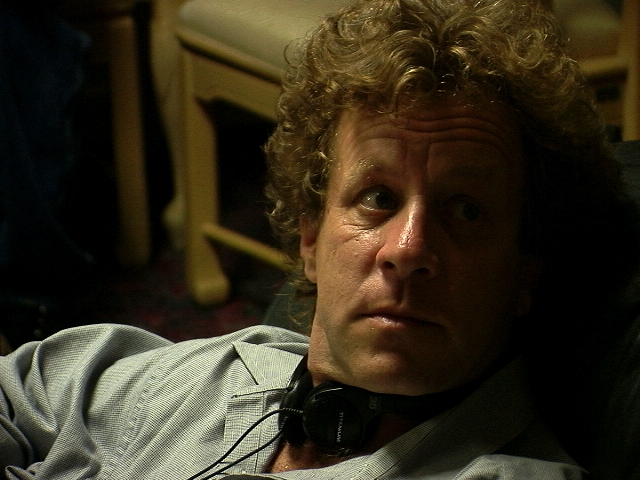

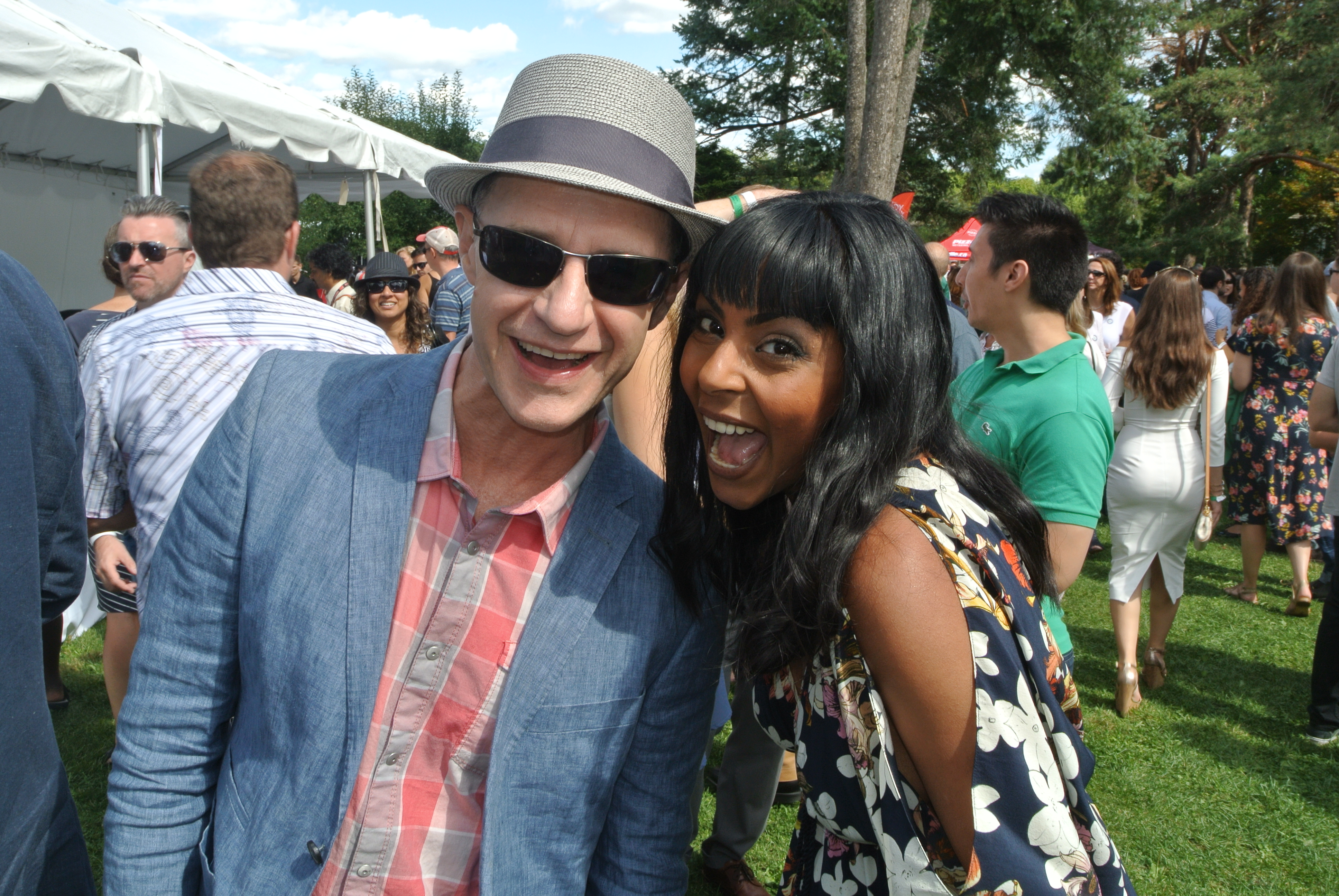

Доггетт виявляє дивного спотвореного чоловіка в офісі «Цілком таємно» та наполягає на ДНК-тесті. Агенти дізнаються, що незнайомець має ДНК агента Малдера, і ця людина може бути ним. Відповіді стають дедалі дивнішими, коли на лінії вогню стає син Скаллі, малюк Вільям.

## Зміст
Істина поза межами досяжного
Пара Ван де Камп всиновляє немовля Дейни Скаллі, Вільяма. Названа мати не може зрозуміти вчинок справжньої матері. Епізод повертається на тиждень назад. Скаллі витягує Вільяма зі своєї машини, а невідомий чоловік спостерігає за ними. Пізніше на Доггетта в офісі «Цілком таємно» напав той самий чоловік — коли Джон за чимось повернувся в архів. Після боротьби Доггетт долає його. Виявляється, що обличчя нападника має жахливі шрами.
Пізніше Скаллі розмовляє з чоловіком. Він стверджує — отримав опіки через тортурування інопланетянами і що знав Фокса Малдера. Він також уточнює, що його відправили до ФБР, щоб отримати певні файли. Скаллі підозрює, що чоловік бреше, але просить оглянути його опіки, щоб розслідувати дивні заяви незнайомця. Чоловік зазначає, що вони є результатом ін'єкції, яка не змогла перетворити його в одного з інопланетян. Дейна з Рейєс відвозять невідомого в робоче приміщення Малдера. Пошрамований стверджує, що після попередньої утворилася нова змова замість ліквідованої; і вона прихована в уряді, а залучені змовники — інопланетяни. Доггетт припускає, що цей чоловік насправді Малдер. Скаллі з Рейєс веде чоловіка до себе додому, щоб віддати йому потрібні файли. Раптом Вільям починає плакати, але затихає, коли чоловік із шрамами підхоплює його. На Вільяма падає сльозина з ока незнайомця.
Тим часом Волтер Скіннер зустрічається з Доггеттом, і вони обговорюють ідею, що цей чоловік насправді Малдер. Скіннер вказує на суперечності в міркуваннях Доггетта, але тест ДНК все одно проводиться.
Чоловік зі шрамами каже Скаллі, що Вільям частково інопланетянин і Дейну використовують для виховання дитини. Моніка і Доггетт говорять Скаллі, що ДНК цього чоловіка збігається з ДНК Малдера, але Скаллі відмовляється в це вірити. Пощрамований вислизає — Доггетт доганяє його і повертає до помешкання Мкаллі в твердій переконаності — це Фокс Малдер. Поки агенти розмовляють, чоловік із шрамами тихо прослизає до кімнати Вільяма зі шприцом. Хоча плач Вільяма сповіщає агентів, чоловікові з шрамами вдається вислизнути з кімнати і ніби спати, перш ніж вони досягнуть Вільяма.
Рейєс і Скаллі відвозять дитину до лікарні, і Доггетт виявляє шприц чоловіка. Лікар повідомляє, що з Вільямом все добре, за винятком підвищеної кількості заліза в крові. На допиті Скаллі сперечається із Пошрамованим про його мотиви. Виявляється, що він насправді Джеффрі Спендер, колишній агент ФБР, імовірно вбитий Курцем за три роки до того. Спендер також є зведеним братом Малдера. Спендер визнає, що його дії були хитрістю і шприц містив магнетит, щоб зробити Вільяма нормальним малюком. Він пояснює, що інопланетяни потребують дитину, аби успішно вторгнутися в світ, але тепер вони його втратили. При цьому він зазначає, що змовники завжди будуть переслідувати дитину, незважаючи на те, що вже зроблено. Спендер каже, що діяв через свою ненависть до батька, оскільки нова змова була створена Курцем після того, як інопланетні повстанці спалили початкову групу.
Скаллі розмірковує над словами Спендера і вирішує, що єдиний спосіб по-справжньому захистити Вільяма — віддати його на усиновлення, щоб він мав краще життя. Епізод переходить до Ван де Кампів, які вкладають спати свого нового сина. Вільям дивиться на свої іграшки над ліжечком, але він більше не може переміщати їх телекінетично — як це сталося в «Сьогодні нічого важливого не сталося».

## Зйомки
Історію для «Вільяма» написали колишній партнер по серіалу Девід Духовни, творець серіалу Кріс Картер і виконавчий продюсер Френк Спотніц. Сценарій був написаний виключно Картером, а режисером роботи став Духовни. «Вільям» ознаменував повернення Девіда Духовни на якийсь час до серіалу після його відходу з фіналом восьмого сезону «Існування». Насправді, Духовни виступає в епізоді — з'являється як відображення в оці Скаллі.
Початком епізоду стала сюжетна лінія, яку Духовни розвинув протягом восьмого сезону серіалу. Спочатку він запропонував ідею, в якій таємничо спотворена особа представляється Скаллі і визнає, що має зв'язок з Малдером. Як повідомляється, ідея Скаллі віддати Вільяма на усиновлення була надана Картеру та Спотніцу. Духовни, Андерсон і Джон Шибан не були задоволені таким поворотом подій, оскільки вони були батьками і відчували, що дія не виглядала реалістичною. Зрештою, вони неохоче погодилися.
Через три роки після того, як Спендера «виписали» з серіалу — в епізоді шостого сезону «Один син» — і актор Кріс Оуенс переїхав до Торонто, йому несподівано зателефонував Девід Духовни, який сказав, що продюсерська група «Цілком таємно» знімала фінал серіалу, а також ще один епізод наприкінці сезону, і він хотів повернути Спендера для цих двох епізодів. Духовни запевнив Оуенса, що виживання Спендера буде пояснено за допомогою сюжетного пристрою інопланетної ін'єкції, але зазначив, що цей досвід не буде розважальним для Оуенса, оскільки він буде «під усім цим лайном». Оуенс не усвідомлював, що мав на увазі Духовни, поки не потрапив до студії й особисто побачив макіяж для спотвореної зовнішності Спендера — видовище, яке шокувало актора.

## Показ і відгуки
Спочатку «Вільям» вийшов у ефір на каналі «Fox» 28 квітня 2002 року, у Великій Британії — на «BBC One» 2 березня 2003 року. Початкову трансляцію епізоду переглянули приблизно 6,1 мільйона домогосподарств і 9,3 мільйона глядачів. «Вільям» отримав рейтинг Нільсена 5,8 що означає — приблизно 5,8 % усіх домогосподарств, обладнаних телевізором, були налаштовані на цей епізод. Пізніше цей епізод був включений до «The X-Files Mythology, Volume 4 — Super Soldiers», колекція DVD, що містить епізоди, пов'язані з аркою інопланетних суперсолдатів.
Епізод отримав неоднозначні відгуки телекритиків. Джессіка Морган з «Телебачення без жалю» поставила епізоду оцінку «А». Роберт Ширман і Ларс Пірсон у книзі «Хочемо вірити: критичний посібник з Цілком таємно, Мілленіуму і Самотніх стрільців» оцінили епізод на 3 зірки з п'яти. Вони критикували ідею про те, що Скаллі віддасть свою дитину на усиновлення виключно на основі слів Джеффрі Спендера, відзначаючи, що «якщо вона не збиралася віддавати дитину заради її власного захисту після того, як культ НЛО викрав Вільяма (в Походженні '/' Провидінні), то чому вона повинна робити це, коли Джеффрі Спендер з-поміж усіх людей приходить і повідомляє їй, що все під загрозою?» Проте оглядачі похвалили акторську гру Кріса Оуенса, написавши, що він зробив чудову роботу. Том Кессеніч у книзі «Екзаменації» написав переважно негативну рецензію цей епізод і висміяв його сюжет. Він різко критикував ідею, що Скаллі запропонує Вільяма для усиновлення. Однак Кессеніч похвалив режисуру Духовни, зазначивши, що «він виконав майстерну роботу, щоби заманити мене назад у світ „Секретних матеріалів“». Аарон Кінні з «Salon.com» написав, що цей епізод «закинув увесь підсюжет малюка Вільяма». М. А. Кренг у книзі «Заперечуючи правду: перегляд „Секретних матеріалів“ після 11 вересня» похвалив рішення завершити підсюжет Вільяма, але назвав закінчення епізоду неприємним.

## Знімалися
| Актор             | Роль             |
| ----------------- | ---------------- |
| Роберт Патрік     | Джон Доггетт     |
| Джилліан Андерсон | Дейна Скаллі     |
| Аннабет Гіш       | Моніка Рейєс     |
| Мітч Піледжі      | Волтер Скіннер   |
| Сід Стріттматтер  | Докторка Едвардс |
| Ден Шор           | Другий санітар   |
| Кріс Оуенс        | Пошрамований     |